# Pilar Cibreiro
Pilar Cibreiro Santalla (Vilaboa, Valdoviño (La Coruña), 1952) es una escritora española.

## Biografía
Pilar Cibreiro Santalla nació en Galicia, pero fue en Madrid donde pasó su juventud y comenzó su andadura como escritora, haciendo alguna escapada a Londres y Barcelona. 
En Madrid publicó dos novelas El cinturón traído de Cuba (1985) -traducido a cuatro lenguas- y Arte y acechos (1990), ambas muy bien recibidas por la crítica y los medios de comunicación.
Algunos de sus cuentos forman parte de antologías junto a escritoras como Carmen Laforet, Marina Mayoral, Carmen Martín Gaite y Josefina Aldecoa, seleccionadas para el estudio del español, como Días de lluvia en el Reino Unido y Santalla él escapado en Alemania. El cuento Días de lluvia fue escogido por Ángeles Encinar para formar parte de su antología Cuentos de este siglo (Lumen, 1995).
Uno de sus poemas fue seleccionado por Ramón Buenaventura para su antología Las diosas blancas. Antología de la joven poesía española escrita por mujeres (Hiperión, 1985, 2.ª ed. en 1986) con traducción francesa, Les Déesses Blanches (Noël Blandin, 1989).
En 1998 retornó a Galicia, según ella misma dijo «no fue por gusto, sino por causas de fuerza mayor» y aunque no dejó de escribir, su nombre dejó de figurar en las agendas de la crítica.
Después de 10 años sin publicar ningún libro, en 2005 publicó El dueño del trigo, una novela corta y tres relatos breves que tuvo muy buena acogida.
El lectorado de lengua y cultura gallegas y el Centro de Estudios Galegos de la Universidad del País Vasco, promovieron en 2006 un proyecto para acercar las culturas gallega y vasca. De ahí se editó un CD titulado Pensando nelas que recoge 20 poemas de autoras de distintas generaciones, entre las que se encuentra uno de Pilar Cibreiro titulado A miña lingua.

## Obra

### Prosa en lengua castellana
- El cinturón traído de Cuba 1985, Alfaguara.
- Arte de acecho 1990, Alfaguara.
- El dueño del trigo 2005, Random House-Mondadori.

### Poesía en lengua gallega
- El vasalo de la armadura de plata 1987, Sotelo Blanco Ediciones.
- Feitura del lume 1995, Sotelo Blanco Ediciones.